# Parakancanggah
Parakancanggah is een bestuurslaag in het regentschap Banjarnegara van de provincie Midden-Java, Indonesië. Parakancanggah telt 8609 inwoners (volkstelling 2010).